# بافل لاتوشكو
بافل لاتوشكو (مواليد 10 فبراير 1973) هو سياسي ودبلوماسي بيلاروسي، شغل منصب وزير الثقافة في الفترة من 2009 حتى 2012.